# Переулок Гривцова
Переулок Гривцо́ва (Демидов переулок) — переулок в Адмиралтейском районе Санкт-Петербурга. Проходит от набережной реки Мойки до Сенной площади.

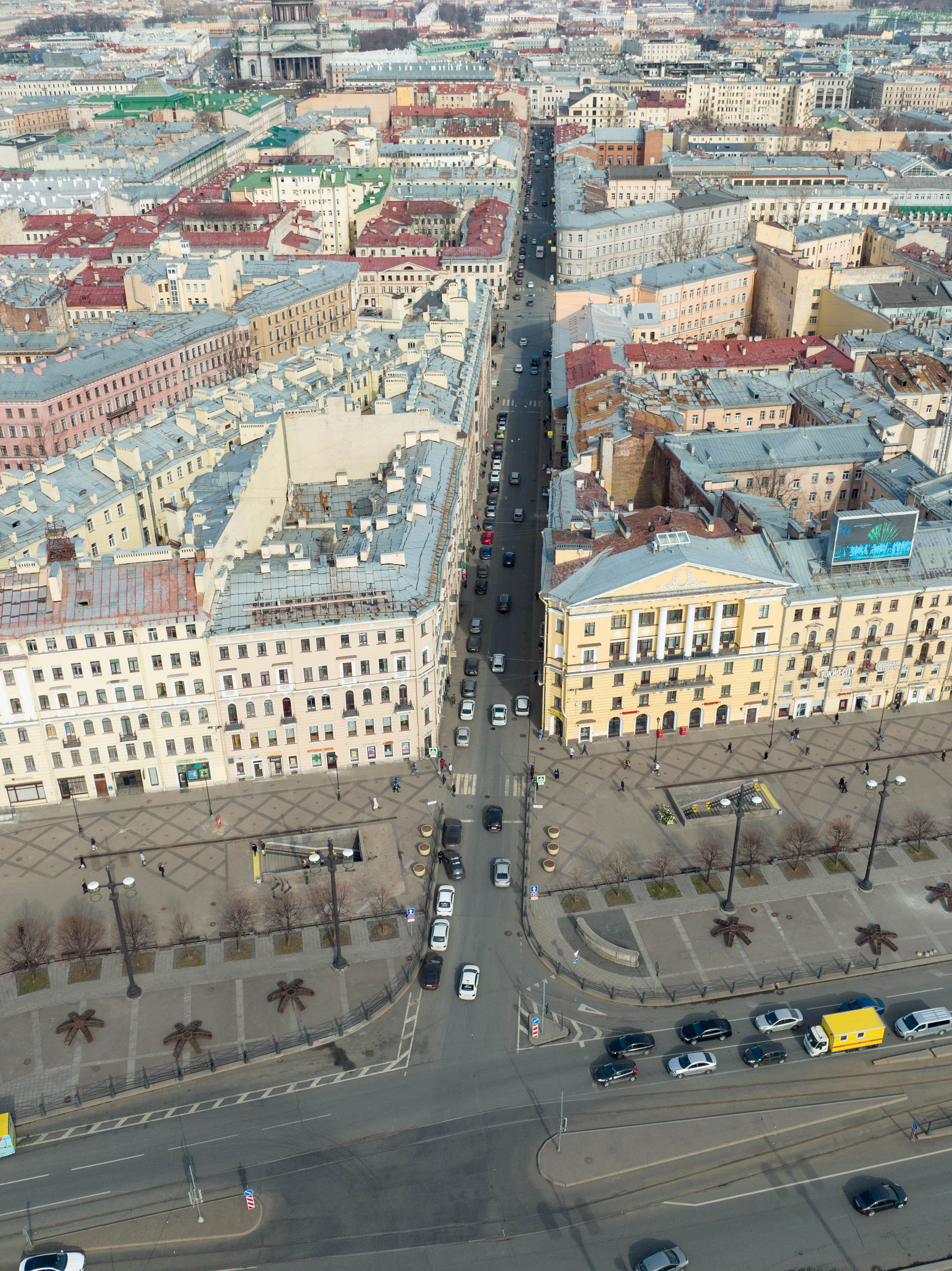
Вид на перспективу переулка с воздуха от Сенной площади

## История названия
20 августа 1739 года было присвоено наименование Малая Сарская улица; название связано с тем, что улица являлась началом дороги в Царское Село. С 1772 года называлась Конный переулок — по конным площадкам на Сенной площади, где торговали лошадьми.

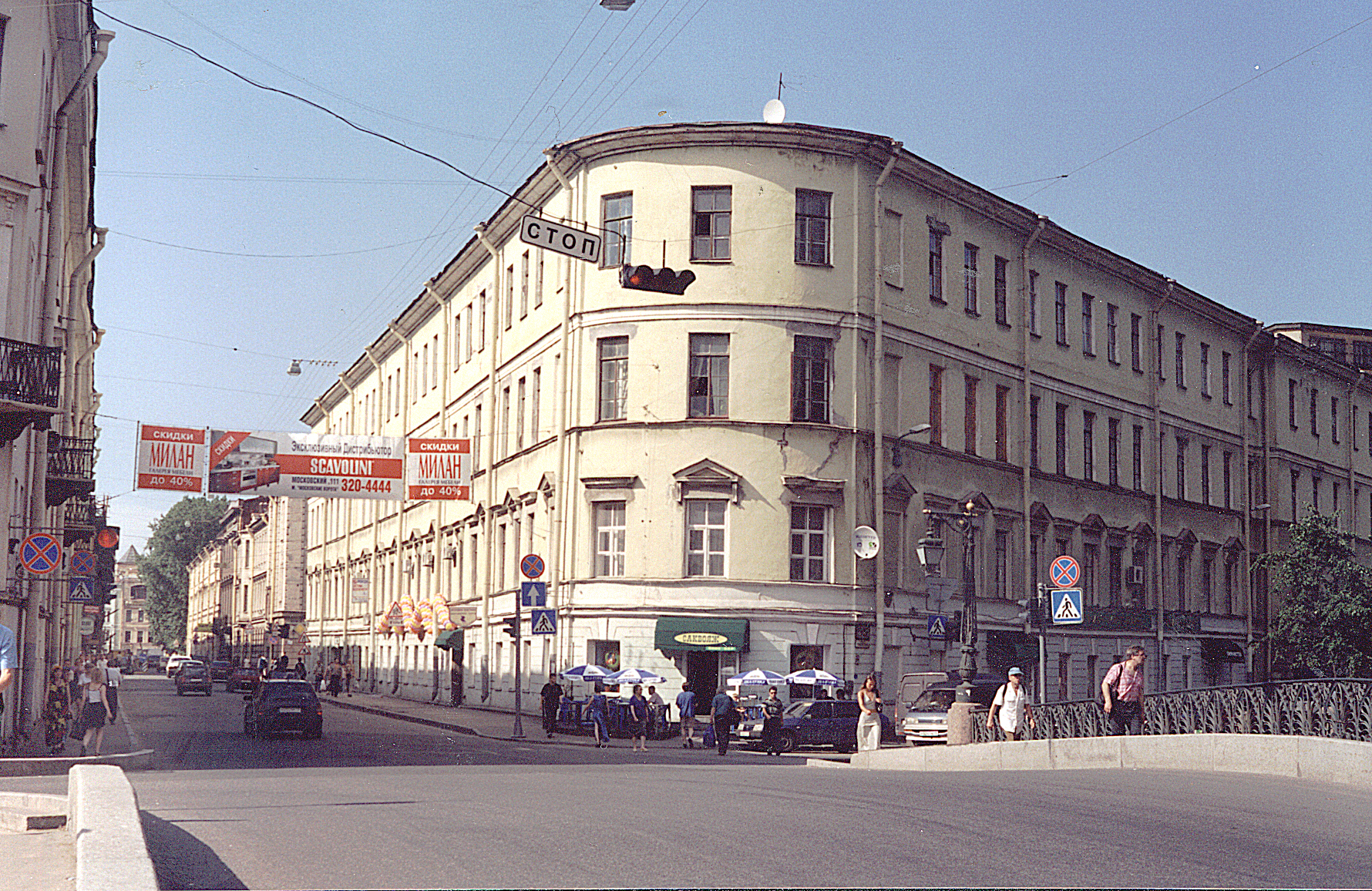
Вид с Демидова моста

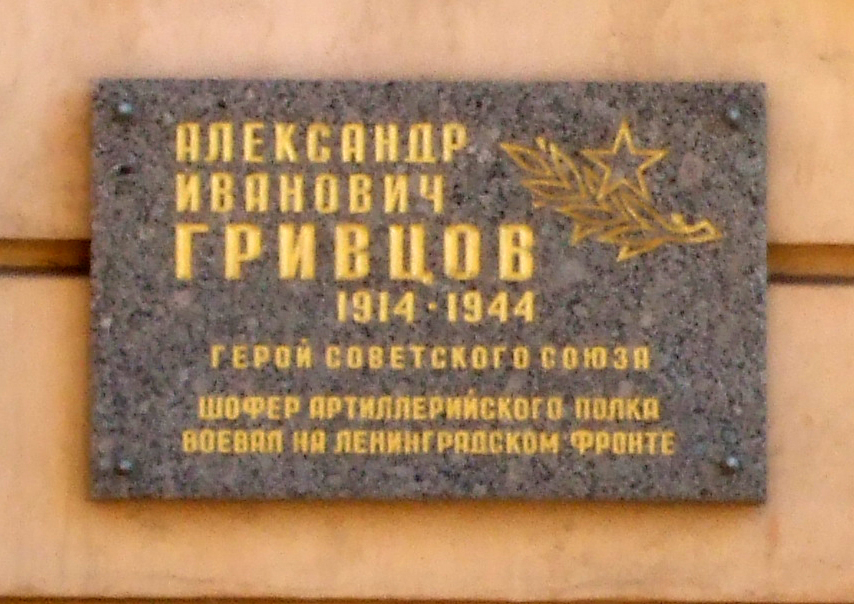

В 1778 году часть улицы на участке от реки Мойки до реки Кривуши была переименована в Демидов переулок, по фамилии владельца домов № 1 и 5 А. Г. Демидова. 16 апреля 1887 года оба переулка были объединены под общим названием Демидов переулок.
Современное название переулок получил 15 декабря 1952 года, в честь А. И. Гривцова, военного шофёра, участника обороны Ленинграда, Героя Советского Союза.

## Достопримечательности
- № 1-5 — городская усадьба Демидовых, включает главный дом с двумя флигелями, кегельбан, сад. Главным архитектурным украшением усадьбы является кружевная лестница-веранда, отлитая из чугуна[2].  7810025000
- № 9 — дом Тишнера, перестроен в 1831—1832 гг. на основе здания конца XVIII — начала XIX веков под руководством арх-ра Егора Цолликофера.  7830947000
- № 10 — штаб-квартира Русского географического общества, 1907—1909 гг., арх-р Гавриил Барановский[3].  7810026000
- № 14-16 — учебный корпус Университета ИТМО. На участке изначально стоял Государственный заёмный банк, учреждённый 28 июня 1786 года Екатериной II. В 1860 году банк был упразднён, а в здании стала работать Государственная комиссия погашения долгов, просуществовавшая до 1917 года. Изначально здание было двухэтажным, в 1839—1840 годах был достроен третий этаж[4]. После 1920 года Горфинотдел выделил это здание для Университета ИТМО[5].  7830948001
- Демидов мост  7810026000